# Гастінгський шаховий турнір
Гастінгський шаховий турнір — щорічний міжнародний шаховий турнір, що відбувається у британському місті Гастінгс (південно-східна Англія). Традиційно змагання проводять після Різдва (кінець грудня — початок січня). Один з найстаріших щорічних шахових турнірів. Складається з головного турніру, де грають найсильніші шахісти, та багатьох нижчих за рейтингом турнірів. Наприклад, Гастінґський шаховий конгрес 2008 включав проведення понад 10 турнірів різних категорій.

## Передісторія

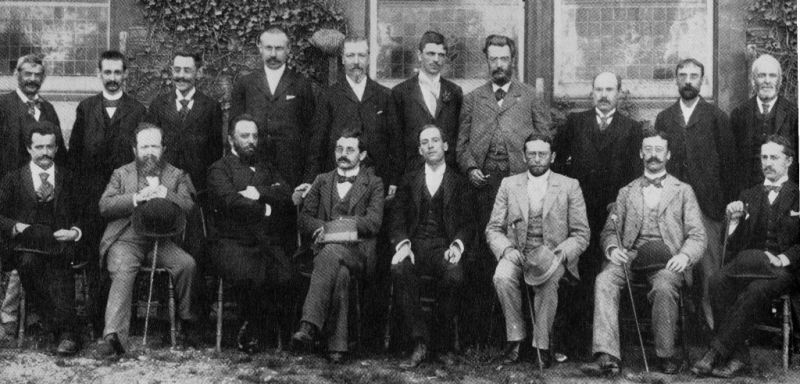
Учасники Гастінґса-1895

Попередником регулярного турніру були два відомі міжнародні турніри в Гастінґсі, що відбулися 1895 та 1919 року. У першому турнірі трьома призерами стали Гаррі Пільсбері, Михайло Чигорін та Емануїл Ласкер, а в другому — Хосе Рауль Капабланка, Бора Костіч, Джордж Алан Томас і Фредерік Єйтс (поділили 3-4-е місця).

## Історія і формат
Уперше проведений 1920/21 за участю лише чотирьох шахістів. Це були чемпіони Великої Британії різних років Фредерік Єйтс, Річард Ґріффін, Роланд Скотт і Генрі Аткінс. Переміг Єйтс. Це був єдиний турнір за участю тільки британських шахістів — усі наступні турніри були міжнародні (крім 1939/40). До 1968 року в головному турнірі виступало зазвичай рівно 10 учасників (традиційно: 5 британців і 5 іноземців), потім — 12, а від 1971 року — 16 шахістів. Грали за круговою системою (кожен з кожним) по 1 партії. У турнірі 2004/05 шахісти грали за олімпійською системою (на виліт), а від 2005/06, організатори експериментують зі швейцарською системою, оскільки кількість учасників досягла кількох десятків.

## Переможці
- 1920/21 — Фредерік Єйтс ( Англія)
- 1921/22 — Бора Костіч ( Королівство Югославія)
- 1922/23 — Акіба Рубінштейн ( II Польська Республіка)
- 1923/24 — Макс Ейве ( Нідерланди)
- 1924/25 — Геза Мароці ( Угорщина)
- 1925/26 — Олександр Алехін ( Франція), Мілан Відмар ( Королівство Югославія)
- 1926/27 — Ксавери Тартаковер ( II Польська Республіка)
- 1927/28 — Ксавери Тартаковер ( II Польська Республіка)
- 1928/29 — Едґар Колле ( Бельгія), Френк Маршалл ( США), Шандор Такач ( Угорщина)
- 1929/30 — Хосе Рауль Капабланка ( Куба)
- 1930/31 — Макс Ейве ( Нідерланди)
- 1931/32 — Сало Флор ( Чехословаччина)
- 1932/33 — Сало Флор ( Чехословаччина)
- 1933/34 — Сало Флор ( Чехословаччина)
- 1934/35 — Макс Ейве ( Нідерланди), Джордж Томас ( Англія), Сало Флор ( Чехословаччина)
- 1935/36 — Рубен Файн ( США)
- 1936/37 — Олександр Алехін ( Франція)
- 1937/38 — Самуель Решевський ( США)
- 1938/39 — Ласло Сабо ( Угорщина)
- 1939/40 — Френк Парр ( Англія)
- 1945/46 — Ксавери Тартаковер ( Франція)
- 1946/47 — Конел Г'ю О'Донел Александер ( Англія)
- 1947/48 — Ласло Сабо ( Угорщина)
- 1948/49 — Ніколас Россолімо ( Франція)
- 1949/50 — Ласло Сабо ( Угорщина)
- 1950/51 — Вольфґанґ Унцікер ( ФРН)
- 1951/52 — Светозар Глігорич ( СФРЮ)
- 1952/53 — Гаррі Ґоломбек ( Англія), Антоніо Медіна ( Іспанія), Джонатан Пенроуз ( Англія), Деніел Абрагам Яновський ( Канада)
- 1953/54 — Конел Г'ю О'Донел Александер ( Англія), Давид Бронштейн ( СРСР)
- 1954/55 — Пауль Керес ( СРСР) і Василь Смислов ( СРСР)
- 1955/56 — Віктор Корчной ( СРСР) і Фрідрік Олафссон ( Ісландія)
- 1956/57 — Светозар Глігорич ( Югославія) і Бент Ларсен ( Данія)
- 1957/58 — Пауль Керес ( СРСР)
- 1958/59 — Вольфганг Ульманн ( НДР)
- 1959/60 — Светозар Глігорич ( Югославія)
- 1960/61 — Светозар Глігорич ( Югославія)
- 1961/62 — Михайло Ботвинник ( СРСР)
- 1962/63 — Светозар Глігорич ( Югославія) і Олександр Котов ( СРСР)
- 1963/64 — Михайло Таль ( СРСР)
- 1964/65 — Пауль Керес ( СРСР)
- 1965/66 — Борис Спаський ( СРСР) і Вольфганг Ульманн ( НДР)
- 1966/67 — Михайло Ботвинник ( СРСР)
- 1967/68 — Флорин Ґеорґіу ( Соціалістична Республіка Румунія), Властіміл Горт ( Чехословаччина), Олексій Суетін ( СРСР), Леонід Штейн ( СРСР)
- 1968/69 — Василь Смислов ( СРСР)
- 1969/70 — Лайош Портіш ( Угорська Народна Республіка)
- 1970/71 — Лайош Портіш ( Угорська Народна Республіка)
- 1971/72 — Анатолій Карпов ( СРСР) і Віктор Корчной ( СРСР)
- 1972/73 — Бент Ларсен ( Данія)
- 1973/74 — Геннадій Кузьмін ( СРСР), Ласло Сабо ( Угорщина), Михайло Таль ( СРСР), Ян Тімман ( Нідерланди)
- 1974/75 — Властіміл Горт ( Чехословаччина)
- 2000/01 — Стюарт Конквест ( Англія), Крішнан Сашікіран ( Індія)
- 2001/02 — Олексій Барсов ( Росія), Пентала Харікрішна ( Індія), Крішнан Сашікіран ( Індія)
- 2002/03 — Петер Гейне Нільсен ( Данія)
- 2003/04 — Васіліос Котроніас ( Греція), Джонатан Ровсон ( Шотландія)
- 2004/05 — Володимир Бєлов ( Росія)
- 2005/06 — Валерій Невєров ( Україна)
- 2006/07 — Мераб Гагунашвілі ( Грузія), Валерій Невєров ( Україна)
- 2007/08 — Вадим Малахатько ( Бельгія), Ніджат Мамедов ( Азербайджан), Валерій Невєров ( Україна)
- 2008/09 — Ігор Курносов ( Росія)
- 2009/10 — Марк Гебден ( Англія), Девід Говелл ( Англія), Ромен Едуар ( Франція), Андрей Істрецеску ( Румунія)
- 2011/12 — Ван Юе ( КНР)
- 2012/13 — Гавейн Джонс ( Англія)
- 2013/14 — Міхал Мчедлішвілі ( Грузія), Ігор Хенкін ( Німеччина), Ма Цюнь ( КНР), Марк Гебден ( Англія), Джахонгір Вахідов ( Узбекистан), Джастін Саркар ( США), Йовіца Радованович ( Сербія)
- 2014/15 — Жао Ян ( КНР)
- 2015/16 — Джахонгір Вахідов ( Узбекистан), Александер Місьта ( Польща)
- 2016/17 — Діп Сенгупта ( Індія)
- 2017/18 — Діп Сенгупта ( Індія), Лу Іпінг ( КНР)
- 2018/19 — Олег Корнєєв ( Іспанія), Шарунас Шулскіс ( Литва), Деніель Гормаллі ( Англія), Мартін Петров ( Болгарія), Олександр Черняєв ( Росія), Конор Мерфі ( Ірландія)